# Langperiodisches Gitter

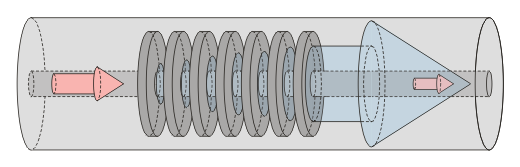
Kopplung der Kernmode (rot) in eine Mantelmode (blau)

Ein Langperiodisches Gitter oder Langperiodisches Faser-Gitter (LPG) ist ein in Glasfasern eingeschriebener optischer Kerbfilter. Eine periodische Indexmodifikation des Kerns mit einer Gitterperiode von ca. 0,1–1 mm führt zu einer resonanten Kopplung der im Kern geführten Mode (Rot im Bild) in eine Mantelmode der Glasfaser (Blau im Bild). Aufgrund der Resonanz ist diese Kopplung wellenlängenabhängig. Im Bereich der Resonanzwellenlänge λD kann das Licht der Kernmode fast vollständig in die Mantelmode gekoppelt werden, was sich als entsprechende Kerbe im Transmissionsspektrum des Kerns der Faser bemerkbar macht. Die Bandbreite, Form und Tiefe der spektralen Kerbe kann durch Variation der Periodenzahl sowie der Indexmodifikation beeinflusst werden. Bei LPGs haben die beteiligten, o. g. Moden die gleiche Ausbreitungsrichtung, während bei Faser-Bragg-Gittern (FBGs) die Kernmode resonant in die gegenläufige Kernmode gekoppelt wird. Die mathematische Beschreibung sowohl von LPGs als auch FBGs ist sehr ähnlich, da beide auf der Theorie der gekoppelten Moden basieren.

## Herstellung
Die Modifikation des Brechungsindexes im Kern erfolgt hauptsächlich mit zwei Methoden:
- Bestrahlung einer Glasfaser mit photosensitivem Kern mit UV-Licht. Durch eine Amplitudenmaske hindurch wird der Kern der Faser mit einem UV-Laser bestrahlt. Eine gerasterte Amplitudenmaske führt zu sich periodisch abwechselnden Zonen mit und ohne Bestrahlung, der Brechungsindex wird entsprechend erhöht oder auch nicht.
- Mittels eines Kohlendioxidlasers wird die Faser von der Seite lokal und zeitlich begrenzt über die Schmelztemperatur erhitzt. Nach jedem Schmelzvorgang bewegt sich der Kohlendioxidlaser um die Gitterperiode entlang der Faser weiter. Eine Veränderung der durch das Aufschmelzen bewirkten, spannungsinduzierten Doppelbrechung im Kern der Faser bewirkt dort eine Modifikation des Brechungsindexes.

## Funktion
Die Wirkung des LPGs im Kern der Faser lässt sich wie ein Optisches Gitter beschreiben.
Das LPG beugt das Licht, welches in der Kernmode propagiert, in die Mantelmode.
Anders ausgedrückt, bewirkt das LPG eine Phasenanpassung zwischen der Kern- und Mantelmode, und es kommt zu einem Transfer der Leistung von Kern zu Mantel.
Die Moden sind Eigenvektoren (Lösungen) der Helmholtz-Gleichung. Bei zylindrischen Indexverteilungen wie bei einer Glasfaser handelt es sich bei den Lösungen um Bessel-Funktionen.
Die effektiven Brechungsindizes lassen sich als Eigenwerte der Helmholtz-Gleichung auffassen.
Für die Bestimmung der Besselfunktionen und der dazugehörigen effektiven Brechungsindizes existieren heute fertige Softwarelösungen.
Die Resonanzwellenlänge des LPGs λD ergibt sich aus der Gitterperiode Λ, sowie aus den effektiven Brechungsindices jeweils der Kernmode und Mantelmode:
{\displaystyle \lambda _{D}=\Lambda \cdot (n_{\mathrm {eff,K} }-n_{\mathrm {eff,M} })}
Die Stärke der Überkopplung zwischen Kern- und Mantelmode wird durch den Kopplungsfaktor κ [1/m] ausgedrückt. Er ergibt sich aus dem Überlappungsintegral der Kern- und Mantelmode sowie der Stärke der eigentlichen Indexmodifikation. Die Überkopplung von der Kern- zur Mantelmode ist optimal, wenn gilt:
{\displaystyle \kappa \cdot L={\frac {\pi }{2}};\quad L=N\Lambda }
Dabei entspricht {\displaystyle L} der Länge des LPGs und {\displaystyle N} der Anzahl der Gitterperioden.

## Anwendungen
- Langperiodische Gitter sind als Kerbfilter das Komplementär zu den Faser-Bragg-Gittern, welche Eigenschaften eines spektralen Bandpassfilters besitzen. Auf diese Weise kann ein optisches Spektrum gezielt durch Abschwächen bestimmter Wellenlängen mittels der LPGs beeinflusst werden.[2]
- Änderungen der effektiven Brechungsindices von Kern- oder Mantelmode im Bereich von 10−5 machen sich durch eine gut messbare Verschiebung der Resonanzwellenlänge bemerkbar. LPGs werden daher oft in der Sensorik eingesetzt.